# 新世界电台
新世界电台（西班牙語：Radio Nuevo Mundo）是智利的一个电台，创建于1932年5月26日，位于圣地亚哥。它的注册公司名称为新世界广播电视公司。1994年，该电台与智利共产党建立联系。此外，该电台还通过互联网向全国及全球进行广播。